# Maidi
Maidi (nep. मैदी) – gaun wikas samiti w środkowej części Nepalu w strefie Bagmati w dystrykcie Dhading. Według nepalskiego spisu powszechnego z 2001 roku liczył on 1994 gospodarstw domowych i 10275 mieszkańców (5347 kobiet i 4928 mężczyzn).